# Giuseppe Verdi
Giuseppe Verdi, född 9 eller 10 oktober 1813 i Le Roncole (nuvarande Roncole Verdi) nära Busseto i Emilia-Romagna, död 27 januari 1901 i Milano, var en italiensk kompositör som är mest känd för sina operor. Hans verk omfattar Aida, La traviata, Otello, Rigoletto och Falstaff. 
Verdi ville med sina operor skapa en genuint italiensk romantik, och därmed bryta med såväl den franska Grand opéra-traditionen som med Wagner.

## Biografi
Giuseppe Verdi föddes i Le Roncole där hans far drev ett litet värdshus, och där hans släkt i många generationer varit bönder. Trakten låg illa till för de krig och politiska förvecklingar som präglade det dåvarande Italien. Vid ett av alla slag som utkämpades i dess närhet tvingades Giuseppe och hans mor att söka skydd i klocktornet från plundrande soldater.
Att Giuseppe hade musikalisk talang var uppenbart för föräldrarna, som köpte ett gammalt piano åt honom. Tolv år gammal fick han sin första anställning, som organist i kyrkan. För de pengar han tjänade betalade han sin skolgång, vid jesuitskolan i Busseto. I yngre tonåren hamnade han som pianolärare åt en köpmannadotter i nämnda stad, och fick arbete i familjens affär. Dottern, som hette Margherita Barezzi, skulle 1836 bli Verdis hustru, och föda honom två barn. Margheritas far ordnade så att Verdi erhöll ett stipendium så att han kunde studera musik. Han kom inte in på musikkonservatoriet i Milano, utan fick ta privat undervisning där för Vincenzo Lavigna. Under sina tre år i Milano fick han möjlighet att ofta besöka La Scala och därmed skaffa djupare kännedom om opera och dess framförande. Wienklassicismen var på modet, men med besöken vid musikteatern kunde han få en vision om en rent italiensk komposition. Efter studierna återvände han till Busseto, nu som gift man, och blev ledare för stadens filharmoniska sällskap.
Som kompositör debuterade Verdi den 17 november 1839 på La Scala med operan Oberto, conte di Bonifacio. Han upprättade i anslutning till debuten sitt samarbete med Giovanni Ricordi, vilket skulle vara livet ut. Året därpå drabbades Verdi av en stor sorg. Båda hans barn hade nyligen dött, och detta år avled också hans hustru. I den sinnesstämningen var han tvungen att genomföra ett åtagande att komponera en komedi. Resultatet blev så misslyckat att Verdi med list fick övertalas att fortsätta komponera över huvud taget. Det var librettot till Nabucco som åter fångade honom till skapandet. Efter Nabuccos uruppförande blev Verdi en berömd man, och den ena musikdramatiska framgången efter den andra följde den operan. Starkt italiensk-nationalistisk, och därmed antiösterrikisk, valde Verdi ämnen som tilltalade honom politiskt. Nationalismen kan också märkas i de frihetssånger för kör som förekommer i flera verk.

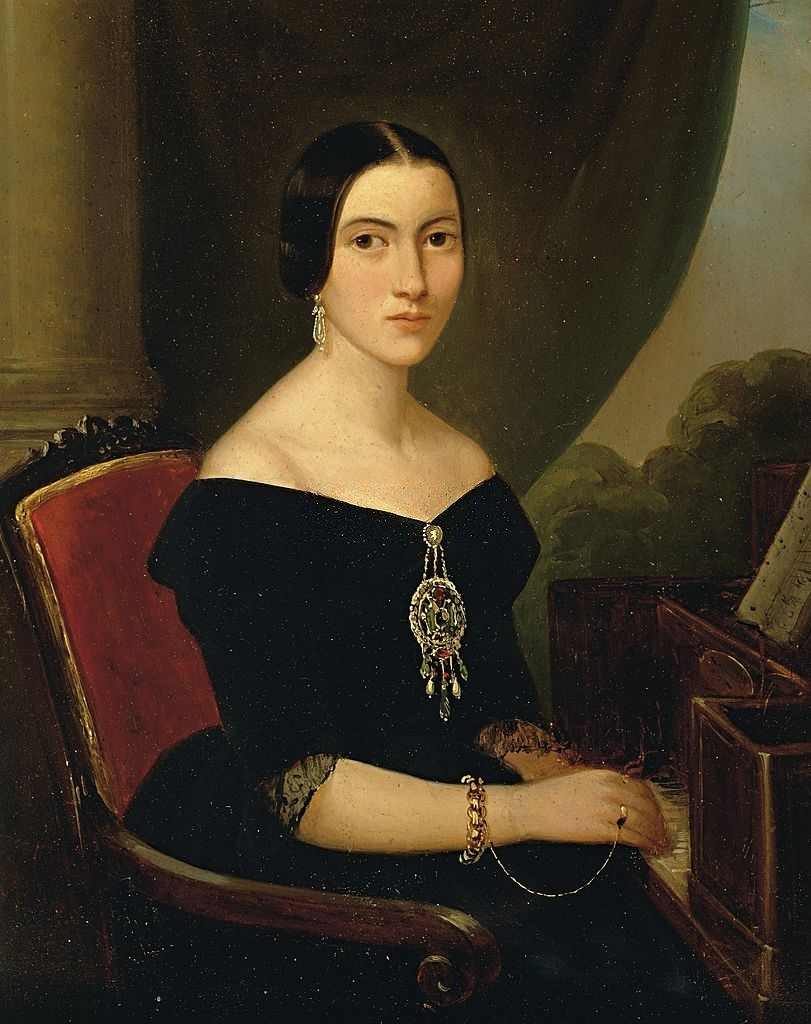
Giuseppina Strepponi

Under revolutionsåret 1848 blev Verdi inte särskilt drabbad personligen – han befann sig det året i Paris, och hans stora framgångar med operorna gav honom löpande goda inkomster. Han levde i ett öppet samboförhållande med sångerskan Giuseppina Strepponi, och införskaffade Villa Sant' Agata i Piacenza, vilket blev ett experimentjordbruk och den plats där Verdi drog sig undan för att förkovra sig i samtidens politik och filosofi. Efter de stora framgångarna med Rigoletto, Trubaduren och La traviata var dock inte Verdis framtid säkrad eftersom verken rent melodiskt var så nyskapande. I synnerhet sångare klagade på att hans verk saknade melodier.
Såsom en framträdande italiensk nationalist med sina operor, blev Verdi hedersmedborgare efter att Napoleon III år 1859 drev ut österrikare från Lombardiet, då hans hembygd inlemmades i den nya nationalstaten Italien. Han invaldes i parlamentet, skrev på uppdrag av Camillo di Cavour en nationalsång (Inno delle Nazioni), drev sitt mönsterjordbruk, och fortsatte komponera. Samma år Italien enades gifte Verdi sig med älskarinnan Giuseppina. Han komponerade med lugnare tempo från denna tid, och endast få operor kommer från 1850-talet och framåt, dock några av de oftast uppförda.
För att hylla den nationella skalden Alessandro Manzoni, skrev Verdi sitt Requiem och det uruppfördes första årsdagen för Manzonis död, den 22 maj 1874. Samma år tillkom också en stråkkvartett i e-moll. Med dessa verk planerade Verdi att avsluta sin gärning som kompositör, och i stället undervisa bönder i jordbruksdrift. Han skrev dock två operor efter detta, Othello och Falstaff, samt Quattro Pezzi Sacri (Stabat Mater och Te Deum, båda 1897; Laudi alla Vergine Maria för damkör och Ave Maria för blandad kör), men efter att han blivit änkling 1897 och hans hälsa blev sämre, lämnade han sin verksamhet. På sin ålders höst hann han dock stifta bekantskap med Puccini, Mascagni och även med Umberto Giordano.
Giuseppe Verdi avled under en vistelse i Milano, den 27 januari 1901. Verdi är gravsatt i kapellet i Casa di Riposo per Musicisti i Milano (mer känt som Casa Verdi), dit han flyttades 27 februari 1901 efter att först ha begravts på Cimitero Monumentale.
Ledamot av Kungl. Musikaliska Akademien 1865.  Kommendör av Kungl. Nordstjärneorden 1:a klass 13 november 1889.

## Eftermäle
Nedslagskratern Verdi på planeten Merkurius och asteroiden 3975 Verdi är uppkallade efter honom.

## Tre perioder i Verdis skapande
Verdis skapande brukar i likhet med bland andra Haydns och Beethovens indelas i tre perioder, nämligen den tidiga perioden (till 1850), den mogna perioden (1850–1870) samt den sena perioden.

### Tidig period (till 1850)
Verdis tidiga operor är heroiska operor i nationalistisk anda, med politiska ambitioner, och under påtaglig påverkan av Bellinis, Rossinis och Donizettis stil. De första två operorna var mer eller mindre fiaskon, men under den perioden utmärker sig hans tredje opera, Nabucco (Nebukadnessar) (1842) som var hans genombrottsopera, I Lombardi (1843) och Ernani (1844). Nationalistiska strömningar i Italien fick näring av just dessa tre operor. Konstnärligt och musikaliskt är verken fulla av operaklichéer (speciellt Lombarderna), men dessa experiment har betraktats som nödvändiga för hans utveckling. 
Andra verk från denna period som fortfarande spelas är Shakespeare-operan Macbeth (1847), och Luisa Miller (1849; baserad på Friedrich von Schillers Kabale und Liebe) som visar att tonsättaren behärskar den musikdramatiska genren. Verdi arbetade omsorgsfullt med Macbeth, men skrev om stora partier av den efter uruppförandet. Luisa Miller ses av många som en vändpunkt i Verdis skapande, och det verk med vilket hans första period avslutas. Orsaken är att berättelsen skiljer sig från de tidigare operorna, och förebådar La traviatas miljöskildring.

### Mogen period (1850–1870)
Verdi arbetade långa perioder i Paris och inledde där sitt förhållande med Giuseppina Strepponi som senare blev hans hustru. Det stabila livet bidrog till flera av hans största succéer, speciellt hans sextonde opera Rigoletto (1851; efter Victor Hugos Kungen roar sig) och  Trubaduren (1853; efter den spanske författaren Gutiérrez). Dessa gjorde Verdi ekonomiskt oberoende och gav honom frihet att välja framtida projekt. La traviata (1853; efter Alexandre Dumas d.y. Kameliadamen) var först ett publikfiasko men kom med tiden att räknas bland hans största verk. Nästa stora verk var Un ballo in Maschera (1859, Maskeradbalen) som handlar om mordet på Gustav III men som av den dåtida censuren omvandlades till ett attentat på en guvernör.
Efter de politiska omvälvningarna 1859 hade Verdi bara liten tid för komposition – La Forza del Destino (1862, Ödets makt) är enda operan på några år. 1864–65 reviderade Verdi Macbeth och skrev en fransk grand opera Don Carlos (1867) efter Schillers dikt som trots en synnerligen invecklad handling, men tack vare melodirikedom, tillhör de mest populära av hans operor. Aida som beställdes till öppnandet av Italienska Teatern i Kairo (1871) är en spektakulär storstilad opera med oöverträffade musikaliska höjdpunkter och avslutar Verdis mogna period.

### Sen period (1887–)
På sin ålders höst komponerade Verdi de två mästerverk som summerar hans erfarenheter som musikdramaturg: Shakespeare-operorna Otello (1887) och Falstaff. Medan Otello tog den tragiska, färgrikt orkestrerade linjen i 1800-talets opera till en höjdpunkt innebar Falstaff på sätt och vis en ny start; den lyfte fram den komiska operan, som vid denna tid ibland sågs som närmast otillräcklig och alltför vulgär för musikdramats höga konst – särskilt efter att Wagner hade lyft operans anspråk och litterära status. Falstaff var Verdis enda seger i den komiska genren, efter den floppade Il Finto Stanislao från 1840-talet, men den pekade framåt mot en senare, glatt osentimental operakonst (Prokofiev, Stravinskij, Gershwin). Under sina sista levnadsår började Verdi också intressera sig för kyrkomusik och speciellt Palestrinas verk och tonsatte Quatro Pezzi sacri i vilka han visar en mästerlig behärskning av polyfoni.

## Verdis musik och betydelse
Verdis musik är mycket dramatisk, och typiskt för hans operor är att musiken bildar en obruten enhet. I äldre operor delades musiken upp i sångstycken (arior, duetter med mera) och recitativ, det vill säga ”talsång”, och uppdelningen var mycket tydlig. I Verdis operor flyter musiken hela tiden i sångens bakgrund och bildar en dramatisk enhet.
Verdi passar inte in i den ofta förekommande bilden av en oförstådd, ringaktad och fattig musiker, vars musik uppskattas först efter hans död. Redan under sin livstid hörde han till ”de stora”. I Italien, där opera inte ansågs som ”finkultur”, utan verkligen var ett folknöje, hyllades han både för sin musik och för det som den stod för. Många av hans operor har ett uttalat politiskt motiv: ett folk som kämpar för frihet mot en tyrannisk ledare (till exempel Nabucco, Macbeth, Don Carlos, Ernani). ”Fångarnas kör” ur Nabucco har fått ett starkt symbolvärde som frihetssång, ungefär som ”We shall overcome”.
Han var politiskt engagerad, och hans namn användes också som politiskt slagord i kampen för ett enat Italien: Viva VERDI! skrev man på husväggar och plank, vilket kunde uttydas "Viva Vittore Emanuel, Re d’Italia!" (Leve Victor Emanuel, Italiens kung!).

## Verkförteckning

### Operor
- Oberto, conte di San Bonifacio, libretto Antonio Piazza (1839)
- Un giorno di regno, ossia il finto Stanislao (Konung för en dag), libretto Romani (1840)
- Nabucco, libretto Solera (1842)
- I Lombardi alla prima crociata (Lombarderna vid första korståget), libretto Solera (1843, bearb 1847)
- Ernani, libretto Piave (1844)
- I due Foscari (De två Foscari), libretto Piave (1844)
- Giovanna d'Arco (Jungfrun av Orleans), libretto Solera (1845)
- Alzira, libretto Cammarano (1845)
- Attila, libretto Solera (1846), baserad på Friedrich Ludwig Zacharias Werners pjäs Attila, König der Hunnen
- Macbeth, libretto Piave (1847, bearb 1865)
- I masnadieri (Rövarna), libretto Andrea Maffei (1847)
- Jérusalem (bearbetning av I Lombardi), libretto Royer och Vaez (1847)
- Il corsaro (Korsaren), libretto Piave (1848)
- La battaglia di Legnano, libretto Cammarano (1849)
- Luisa Miller, libretto Cammarano (1849)
- Stiffelio, libretto Piave (1850, bearb 1857)
- Rigoletto, libretto Piave (1851)
- Il trovatore (Trubaduren), libretto Cammarano (1853)
- La traviata, libretto Piave (1853)
- I vespri siciliani (Sicilianska aftonsången), libretto Scribe (1855)
- Simon Boccanegra, libretto Piave (1857, bearb 1881)
- Aroldo (omarbetning av Stiffelio), libretto Piave (1857)
- Un ballo in maschera (Maskeradbalen), libretto Somma (1859)
- La forza del destino (Ödets makt), libretto Piave (1863, bearb 1869)
- Don Carlos, libretto Méry och Du Locle (1867, bearb 1884)
- Aïda, libretto Ghislanzoni (1871)
- Otello, libretto Boito (1887)
- Falstaff, libretto Boito (1893)

### Sakrala verk
- Requiem (1873–74)
- Te Deum (1897)
- Stabat Mater (1897)

## Filmer innehållande Verdi-musik (urval)
- 1931 – Fyra fräcka fripassagerare
- 1935 – Galakväll på Operan
- 1937 – Fram för framgång
- 1958 – Fröken April
- 1977 – 1900
- 1977 – 91:an och generalernas fnatt
- 1982 – La traviata
- 1982 – Den enfaldige mördaren
- 1982 – Fitzcarraldo
- 1983 – Nostalghia
- 1986 – Jean de Florette
- 1986 – The Color of Money – revanschen
- 1990 – Gudfadern del III
- 1990 – Pretty Woman
- 1999 – I huvudet på John Malkovich
- 1999 – En midsommarnattsdröm
- 2000 – Battle Royale
- 2005 – Match Point
- 2009 – Bronson (Fångarnas kör ur Nabucco)